# الجرفات (السياني)

تعديل مصدري - تعديل

الجرفات هي إحدى قرى عزلة نخلان بمديرية السياني التابعة لمحافظة إب، بلغ تعداد سكانها 867 نسمة حسب تعداد اليمن لعام 2004.